# Élections législatives tibétaines de 1987
Les Élections législatives tibétaines de 1987 furent les neuvièmes élections du Parlement tibétain en exil et de la démocratie tibétaine.
La 9e Assemblée tibétaine, élue le 2 septembre 1987, qui siégea jusqu'au 1er septembre 1988, compte 12 membres.

## Liste des parlementaires de la9eAssemblée tibétaine
| Nombre (et position) | Membre                           | Corps électoral ou tradition |
| -------------------- | -------------------------------- | ---------------------------- |
| 1                    | Lha-gyari Trichen Namgyal Gyatso | nommé                        |
| 2 Président          | Ghajang Lobsang Choeden          | gelugpa                      |
| 3 Vice-président     | Nubpa Choedak Gyatso             | nyingmapa                    |
| 4                    | Jamyang Soepa                    | sakyapa                      |
| 5                    | Lodoe Tharchin                   | kagyupa                      |
| 6                    | Jadur Sonam Sangpo               | bön                          |
| 7                    | Kongpo Nyang-gya Lobsang Rabgye  | Ü-Tsang                      |
| 8                    | Gonshar Tashi Wangdue            |                              |
| 9                    | Jaghoe-tsang Dhonyoe             | Kham (Dhotoe)                |
| 10                   | Dasur Nyisang                    |                              |
| 11                   | Gomang Tenpa,                    | Amdo (Dhomey)                |
| 12                   | Ladrang Soepa Gyatso             |                              |